# Astragalus venustus
Astragalus venustus är en ärtväxtart som beskrevs av Maassoumi och Dieter Podlech. Astragalus venustus ingår i släktet vedlar, och familjen ärtväxter. Inga underarter finns listade i Catalogue of Life.